# Go Chuck Yourself
Go Chuck Yourself (lliurat com Happy Live Surprise al Japó) és un àlbum en directe per Sum 41 gravat a Londres, Ontario l'abril del 2005. Va ser llançat en un principi el 21 de desembre al Japó, i va ser empaquetat amb un bonus DVD amb cinc cançons del xou i de Basketball Butcher. La versió americana i europea va ser lliurada el 7 de març del 2006 sense el DVD.

## Llista de pistes
1. "The Hell Song" – 3:21
2. "My Direction" - 2:21
3. "Over My Head (Better Off Dead)" – 3:11
4. "A.N.I.C." – 0:43
5. "Never Wake Up" – 1:08
6. "We're All to Blame" – 3:44
7. "There's No Solution" – 4:48
8. "No Brains" – 4:32
9. "Some Say" – 3:30
10. "Welcome to Hell" – 4:26
11. "Grab the Devil" – 1:14
12. "Makes No Difference" – 5:46
13. "Pieces" – 3:04
14. "Motivation" – 3:47
15. "Still Waiting" – 2:43
16. "88" – 5:35
17. "No Reason" – 3:48
18. "I Have a Question" – 0:32
19. "Moron" – 2:28
20. "Fat Lip" – 3:05
21. "Pain for Pleasure" – 3:06